# Sahjanwa
Sahjanwa è una suddivisione dell'India, classificata come nagar panchayat, di 25.091 abitanti, situata nel distretto di Gorakhpur, nello stato federato dell'Uttar Pradesh.